# Operazione Arsenal
L'operazione Arsenal (26 marzo 1943) fu l'operazione di combattimento più famosa compiuta dagli Schiere grigie, associazione scout polacca clandestina, al tempo dell'occupazione tedesca della Polonia, durante la seconda guerra mondiale.
L'obiettivo principale dell'operazione fu quello di liberare Jan Bytnar detto "Rudy", capo scout attivo nella resistenza polacca, imprigionato dai nazisti. Ebbe luogo all'incrocio tra la strada Długa e Bielańska davanti all'Arsenale di Varsavia, da cui l'operazione prese nome.

## L'operazione
Il piano consisteva nel liberare Jan Bytnar, arrestato insieme al padre dalla Gestapo. 28 scout guidati da Stanisław Broniewski "Orsza" vi presero parte. Il comandante del "gruppo d'attacco" fu Tadeusz Zawadzki "Zośka".
L'operazione ebbe successo e fu liberato Jan Bytnar e altri 24 prigionieri, tra cui Henryk Ostrowski "Henryk" e sei donne.
Jan Bytnar morì quattro giorni dopo a causa dei maltrattamenti subiti nella prigione. Entrambi i suoi torturatori furono successivamente giustiziati dagli Schiere grigie.